# Leroy Brown
Leroy Taylor Brown (New York, 25 gennaio 1902 – Sharon, 21 aprile 1970) è stato un altista statunitense.
In questa specialità conquistò la medaglia d'argento ai Giochi olimpici di Parigi 1924 con la misura di 1,95 m alle spalle di Harold Osborn. Nel 1923 ottenne il record mondiale nel salto in alto indoor con la misura di 1,96 m insieme al connazionale Dick Landon.

## Palmarès
| Anno | Manifestazione  | Sede   | Evento        | Risultato | Prestazione | Note |
| ---- | --------------- | ------ | ------------- | --------- | ----------- | ---- |
| 1924 | Giochi olimpici | Parigi | Salto in alto | Argento   | 1,95 m      |      |

## Campionati nazionali
- 1 volta campione statunitense del salto in alto (1923)
- 1 volta campione statunitense del salto in alto indoor (1922)

1922
 Oro ai campionati statunitensi indoor, salto in alto
1923
 Oro ai campionati statunitensi, salto in alto - 1,97 m 